# Svarttjärnen (Bygdeå socken, Västerbotten, 713826-172185)
Svarttjärnen är en sjö i Robertsfors kommun i Västerbotten och ingår i Rickleåns huvudavrinningsområde.